# S. P. Sarguna Pandian
S. P. Sarguna Pandian (c. 1941 — 13 de agosto de 2016) foi uma política indiana que foi a secretária-geral adjunta de Dravida Munnetra Kazhagam (DMK) em Tamil Nadu. Ela também foi Ministra Social do Bem-Estar no conjunto formado depois das eleições de 1996.
Ela foi eleita para a Assembleia Legislativa Tamil Nadu de Dr. Radhakrishnan Nagar como um candidata da Dravida Munnetra Kazhagam nas eleições de 1989 e 1996.